# Arbuzowo (rejon konyszowski)
Arbuzowo (ros. Арбузово) – osiedle przy stacji kolejowej w zachodniej Rosji, w sielsowiecie starobielickim rejonu konyszowskiego w obwodzie kurskim.

## Geografia
Miejscowość położona jest 4 km od centrum administracyjnego sielsowietu (Staraja Bielica), 23 km na północny zachód od centrum administracyjnego rejonu (Konyszowka), 80 km na północny zachód od Kurska.
W osiedlu znajdują się 73 posesje oraz dworzec kolejowy.
Klimat
Miejscowość, jak i cały rejon, znajduje się w strefie klimatu kontynentalnego z łagodnym ciepłym latem i równomiernie rozłożonymi opadami rocznymi (Dfb w klasyfikacji klimatów Köppena).

## Demografia
W 2010 r. osiedle zamieszkiwało 89 osób.